# Revenge (1990)
Revenge is een Amerikaanse neo-noir thriller uit 1990 onder regie van Tony Scott met in de hoofdrollen van Kevin Costner, Anthony Quinn en Madeleine Stowe. De film is gebaseerd op de gelijknamige novelle uit 1979 van door Jim Harrison, gepubliceerd in het tijdschrift Esquire.

## Verhaal
Michael J. "Jay" Cochran is na twaalf jaar afgezwaaid als piloot bij de Amerikaanse marine en wordt uitgenodigd door zijn rijke vriend en misdaadbaas Tiburon "Tibey" Mendez om tijd door te brengen op diens haciënda in Mexico. Daar ontmoet hij Tibey's mooie jonge vrouw Miryea, die in luxe baadt maar ongelukkig is omdat haar veel oudere man geen kinderen wil.
Cochran en Miryea leren elkaar beter kennen en voelen zich tot elkaar aangetrokken. Tijdens een feestje hebben ze seks, met Tibey en zijn mannen in de buurt. Cochran is bang dat Tibey hun affaire zal ontdekken en wil Mexico verlaten, maar Miryea smeekt hem om te blijven. Daarop plannen de twee een geheime ontmoeting in Cochrans hut in Mexico.
Miryea vertelt Tibey dat ze haar zus in Miami gaat bezoeken, maar hij achterhaalt de waarheid. Daarop worden Cochran en Miryea in de hut overvallen door Tibey en zijn mannen. Tibey kerft met een stiletto in Miryea's gezicht terwijl zijn mannen de hut in brand steken en Cochran voor dood achterlaten in de woestijn.
Miryea wordt naar een bordeel gestuurd als seksslaaf. De madam wijst haar aanvankelijk af vanwege haar inmiddels misvormde gezicht, maar stemt ermee in om Miryea te degraderen tot "algemeen gebruik". Miryea wordt er verkracht door een van Tibeys mannen. Een jongeman wordt ingezet om haar te drogeren en verslaafd te maken, maar gebruikt ongesteriliseerde naalden. Omdat Miryea niet langer wil leven, haalt ze hem over om een naald met haar te delen, waardoor ze aids oploopt.
Een zwaargewonde Cochran wordt gevonden door Mauro, een boer wiens familie Cochran langzaam weer op de been helpt. Hij keert terug om wraak te nemen en krijgt onderweg een lift van een Texaan. In een cantina ziet Cochran een van de boeven die hem in elkaar heeft geslagen. Hij volgt hem naar het herentoilet en snijdt zijn keel door.
In een motel ontmoet Cochran Mauro's zwager Amador. Amador en zijn vriend Ignacio zijn bereid Cochran te helpen wraak te nemen omdat Amadors zus werd vermoord nadat ze betrokken raakte bij een duister zaakje van Tibey. Ze overmeesteren nog een handlanger van Tibey, die hen vertelt waar Miryea te vinden is. Cochran stormt het bordeel binnen en ontdekt dat Miryea is verplaatst.
Cochran, Amador en Ignacio lokken Tibey en zijn lijfwacht in de val tijdens Tibeys ochtendlijke paardrijtocht. Nadat Cochran Tibeys vergiffenis vraagt voor het stelen van zijn vrouw, onthult Tibey dat Miryea in een klooster verblijft.
Wanneer Cochran in het klooster arriveert, vind hij een stervende Miryea. Hij bekent dat hij van haar houdt en draagt haar vervolgens naar buiten. Daar vertelt ze dat zij ook van hem houdt, voordat ze in zijn armen sterft.

## Rolverdeling
| Acteur            | Personage                |
| ----------------- | ------------------------ |
| Kevin Costner     | Michael J. "Jay" Cochran |
| Anthony Quinn     | Tibey Mendez             |
| Madeleine Stowe   | Miryea Mendez            |
| Miguel Ferrer     | Amador                   |
| Tomás Milián      | Cesar                    |
| James Gammon      | the Texan                |
| Joaquín Martínez  | Mauro                    |
| Jesse Corti       | Madero                   |
| John Leguizamo    | Ignacio                  |
| Joe Santos        | Porfilio Ibarra          |
| Christofer de Oni | Cisco Diaz               |
| Karmin Murcelo    | Madam                    |
| Sally Kirkland    | Rock Star                |
| Kathleen Hughes   | Mother Superior          |

## Première en ontvangst
Revenge werd door Columbia Pictures op 16 februari 1990 uitgebracht in de Amerikaanse bioscopen en bracht in 15,6 miljoen dollar op aan de kassa, tegenover een productiebudget van zo'n 22 miljoen dollar.
De film behaalde een score van 30% (20 recensies) op Rotten Tomatoes. Op Metacritic kreeg de film een score van 35 op 100 (23 recensies), wat duidt op "over het algemeen negatieve recensies". Hoewel Revenge eerder negatieve recensies van filmcritici kreeg, verwierf de film sinds zijn release een cultstatus, vooral vanwege het duistere thema en de regie van Scott.